# James Toseland
James Toseland (Doncaster, 1980. október 5.) brit gyorsaságimotor-versenyző,  kétszeres Superbike világbajnok (2004, 2007). 2008-ban és 2009-ben a gyorsasági motoros világbajnokság királykategóriájában, a MotoGP-ben versenyzett, ezután 2010-ben visszatért korábbi nagy sikerei színhelyére, a Superbike sorozatba.
James Toseland 2011 szeptemberében bejelentette kényszerű végleges visszavonulását, mert kiderült, az év elején szerzett csuklósérülése orvosai szerint soha nem gyógyulhat meg annyira, hogy teljes értékű versenyzőként vehessen részt a futamokon, ő pedig nem akarja a saját és versenyzőtársai biztonságát kockáztatni azzal, hogy ilyen állapotban versenyez.
Így visszatér régi szenvedélyéhez, a zenéléshez. Képzett zongoristaként aktív motorversenyző korában is gyakran fellépett a Crash nevű együttese billentyűs-énekeseként.
James Toseland a 2011-es évben nagyon gyakran tűnt fel Katie Melua társaságában különféle rendezvényeken. 2012 januárjában James a legnépszerűbb közösségi oldalon bejelentette, hogy megkérte Katie Melua kezét, a karácsonyi eljegyzés hírét utóbbi hivatalos honlapján megerősítették.
A 2012-es év folyamán James Toseland az első albumán dolgozott, szeptember 1-jén pedig feleségül vette Katie Melua-t.

## Teljes Supersport-eredménylistája
| Év   | Motor | 1     | 2     | 3      | 4     | 5      | 6      | 7       | 8     | 9       | 10      | 11     | Poz, | Pont | Forrás |
| ---- | ----- | ----- | ----- | ------ | ----- | ------ | ------ | ------- | ----- | ------- | ------- | ------ | ---- | ---- | ------ |
| 1998 | Honda | GBR   | ITA   | SPA    | GER   | SMR    | RSA 10 | USA Ret | EUR 8 | AUT 12  | NED Ret |        | 19.  | 18   | [ 1 ]  |
| 1999 | Honda | RSA 6 | GBR 8 | SPA 11 | ITA 9 | GER 13 | SMR 13 | USA 11  | EUR 7 | AUT Ret | NED 7   | GER 22 | 11.  | 59   | [ 2 ]  |

## Teljes Superbike-eredménylistája
(Táblázat értelmezése)

(Félkövér: pole-pozícióból indult; dőlt: leggyorsabb kört futott) 

| Év   | Motor  | 1       | 1      | 2       | 2       | 3      | 3       | 4       | 4       | 5       | 5       | 6       | 6       | 7       | 7       | 8       | 8       | 9      | 9      | 10     | 10      | 11      | 11      | 12      | 12      | 13      | 13      | Poz. | Pont | Forrás |
| Év   | Motor  | V1      | V2     | V1      | V2      | V1     | V2      | V1      | V2      | V1      | V2      | V1      | V2      | V1      | V2      | V1      | V2      | V1     | V2     | V1     | V2      | V1      | V2      | V1      | V2      | V1      | V2      | Poz. | Pont | Forrás |
| ---- | ------ | ------- | ------ | ------- | ------- | ------ | ------- | ------- | ------- | ------- | ------- | ------- | ------- | ------- | ------- | ------- | ------- | ------ | ------ | ------ | ------- | ------- | ------- | ------- | ------- | ------- | ------- | ---- | ---- | ------ |
| 2001 | Ducati | ESP Ret | ESP 9  | RSA 14  | RSA Ret | AUS 14 | AUS C   | JPN 11  | JPN 16  | ITA Ret | ITA Ret | GBR 8   | GBR Ret | GER Ret | GER 17  | SMR 11  | SMR 8   | USA 10 | USA 7  | EUR 11 | EUR 6   | GER 10  | GER 12  | NED 10  | NED 8   | ITA Ret | ITA DNS | 13.  | 91   | [ 3 ]  |
| 2002 | Ducati | ESP 12  | ESP 10 | AUS 8   | AUS 7   | RSA 6  | RSA 8   | JPN 9   | JPN 11  | ITA 5   | ITA Ret | GBR 10  | GBR 9   | GER 7   | GER 7   | SMR 8   | SMR Ret | USA 9  | USA 6  | GBR 9  | GBR Ret | GER 6   | GER 8   | NED 6   | NED 3   | ITA 6   | ITA 6   | 7.   | 195  | [ 4 ]  |
| 2003 | Ducati | ESP 4   | ESP 3  | AUS Ret | AUS 4   | JPN 3  | JPN 5   | ITA 4   | ITA 5   | GER 3   | GER 1   | GBR 2   | GBR 4   | SMR 2   | SMR Ret | USA 3   | USA Ret | GBR 6  | GBR 3  | NED 4  | NED Ret | ITA Ret | ITA Ret | FRA 5   | FRA 2   |         |         | 3.   | 271  | [ 5 ]  |
| 2004 | Ducati | ESP 1   | ESP 2  | AUS 3   | AUS Ret | SMR 10 | SMR 6   | ITA 2   | ITA 2   | GER 2   | GER 2   | GBR Ret | GBR 5   | USA 4   | USA 7   | GBR 2   | GBR Ret | NED 1  | NED 2  | ITA 3  | ITA 2   | FRA 1   | FRA 2   |         |         |         |         | 1.   | 336  | [ 6 ]  |
| 2005 | Ducati | QAT 6   | QAT 6  | AUS 14  | AUS Ret | ESP 8  | ESP 19  | ITA 3   | ITA 5   | EUR 3   | EUR 1   | SMR 4   | SMR 4   | CZE 2   | CZE 8   | GBR Ret | GBR 7   | NED 2  | NED 3  | GER 4  | GER 11  | ITA 4   | ITA C   | FRA 3   | FRA 6   |         |         | 4.   | 254  | [ 7 ]  |
| 2006 | Honda  | QAT 1   | QAT 4  | AUS 3   | AUS 2   | ESP 9  | ESP 11  | ITA Ret | ITA 5   | EUR 3   | EUR 3   | SMR 2   | SMR 8   | CZE 2   | CZE 5   | GBR 2   | GBR 5   | NED 10 | NED 9  | GER 9  | GER 1   | ITA 2   | ITA 5   | FRA 1   | FRA 3   |         |         | 2.   | 336  | [ 8 ]  |
| 2007 | Honda  | QAT 2   | QAT 1  | AUS 2   | AUS 1   | EUR 1  | EUR Ret | ESP 5   | ESP 1   | NED 1   | NED 2   | ITA 4   | ITA 2   | GBR 8   | GBR C   | SMR 4   | SMR 6   | CZE 1  | CZE 2  | GBR 1  | GBR 1   | GER 9   | GER 4   | ITA 3   | ITA 11  | FRA 7   | FRA 6   | 1.   | 415  | [ 9 ]  |
| 2010 | Yamaha | AUS Ret | AUS 10 | POR 7   | POR 6   | SPA 3  | SPA 7   | NED 2   | NED 3   | ITA 2   | ITA Ret | RSA 7   | RSA 6   | USA 9   | USA Ret | SMR 10  | SMR Ret | CZE 7  | CZE 4  | GBR 8  | GBR 5   | GER Ret | GER 8   | ITA Ret | ITA Ret | FRA Ret | FRA Ret | 9.   | 187  | [ 10 ] |
| 2011 | BMW    | AUS 17  | AUS 14 | GBR     | GBR     | NED    | NED     | ITA DNS | ITA DNS | USA 15  | USA DNS | SMR     | SMR     | SPA     | SPA     | CZE WD  | CZE WD  | GBR 12 | GBR 13 | GER 13 | GER Ret | ITA     | ITA     | FRA     | FRA     | POR     | POR     | 22.  | 13   | [ 10 ] |

## Teljes MotoGP-eredménylistája
(Táblázat értelmezése)

(Félkövér: pole-pozícióból indult; dőlt: leggyorsabb kört futott) 

| Év   | Géposztály | Motor  | 1      | 2     | 3      | 4      | 5       | 6      | 7     | 8       | 9      | 10     | 11    | 12     | 13     | 14     | 15     | 16     | 17      | 18     | Poz. | Pont |
| ---- | ---------- | ------ | ------ | ----- | ------ | ------ | ------- | ------ | ----- | ------- | ------ | ------ | ----- | ------ | ------ | ------ | ------ | ------ | ------- | ------ | ---- | ---- |
| 2008 | MotoGP     | Yamaha | QAT 6  | SPA 6 | POR 7  | CHN 12 | FRA Ret | ITA 6  | CAT 6 | GBR 17  | NED 9  | GER 11 | USA 9 | CZE 13 | SMR 6  | IND 18 | JPN 11 | AUS 6  | MAL Ret | VAL 11 | 11.  | 105  |
| 2009 | MotoGP     | Yamaha | QAT 16 | JPN 9 | SPA 13 | FRA 9  | ITA 7   | CAT 13 | NED 6 | USA DSQ | GER 10 | GBR 6  | CZE 9 | IND 6  | SMR 10 | POR 9  | AUS 14 | MAL 15 | VAL 12  |        | 14.  | 92   |